# Bourg-et-Comin
Bourg-et-Comin è un comune francese di 738 abitanti situato nel dipartimento dell'Aisne della regione dell'Alta Francia.

## Società

### Evoluzione demografica
Abitanti censiti